# 貝基亞島旗

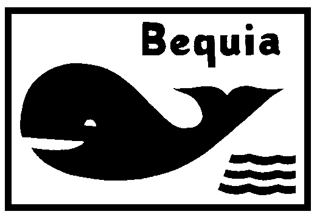

貝基亞島旗是非正式的旗幟。該面旗幟包含代表貝基亞海峽、加勒比海與大西洋的三道浪波，以及貝基亞島的象徵黑色座頭鯨，在旗幟中被黑白包圍。

## 外部連結
- 世界旗帜网（FOTW）的貝基亞島旗